# Штейн, Фёдор Фёдорович
Фёдор Фёдорович Штейн (нем. Theodor Stein, 16 марта 1819, Альтона — 24 февраля 1893, Санкт-Петербург ) — пианист и музыкальный педагог.  

## Биография
Родился в Германии, в 1819 году, в городе Альтона, с раннего детства у него обнаружились музыкальные способности, и уже с 8 лет он путешествовал вместе с отцом, исполняя концерты в немецких городах.
Благодаря таланту обратил на себя внимание Клары Шуман, она поместила про него статью в музыкальной газете. Музыкальное образование окончил в Копенгагене.
В 17 лет приехал в Россию и дал несколько концертов в Санкт-Петербурге. Штейн хотел тут поселиться, но неблагоприятный климат не позволил, и он переселяется в Ревель. В Ревеле прожил 30 лет, иногда уезжая давать концерты. В 1846—1847 годах жил в Стокгольме. Там организовывал абонементные концерты, преимущественно камерной музыки. Стараниями Штейна в Ревеле было создано музыкальное общество с абонементными годичными концертами.
С большим успехом выступал в Гамбурге и Париже. В 1872 году был приглашен в число профессоров Санкт-Петербургской консерватории, и с этого времени жил в Петербурге до самой смерти. Неоднократно здесь выступал в симфонических и камерных собраниях, его упоминали как талантливого исполнителя.
Умер 24 февраля в 1893 году, в городе Санкт-Петербурге, похоронен на Волковском лютеранском кладбище.

## Семья
Жена:
Александра Николаевна (Александрина) Штейн, урождённая фон Розеншильд-Паулин (1842—1915) — из рода Кульневых и выходцев из Дании фон Розеншильд-Паулин (1842-1915).
Дети:
- Евгений Фёдорович Штейн (1869-1961),

- Алексей Фёдорович Штейн (1870-1959),

- Модест Фёдорович Штейн (1876—1908),
- Вера Фёдоровна Штейн (1881—1971).

Внуки:
- Мария Алексеевна Котляревская-Крафт (1921—2012) — музыковед, преподавательница музыки, Заслуженный работник культуры Российской Федерации.